# Bão Melor (2009)
Bão Melor (tên chỉ định quốc tế: 0918, tên chỉ định Trung tâm Cảnh báo Bão liên hợp: 20W, tên chỉ định Cục quản lý Thiên văn, Địa vật lý và Khí quyển Philippines: Quedan) là cơn bão cấp 5 thứ 2 năm 2009. Nó ảnh hưởng đến các nước Nhật Bản, Trung Quốc và Philippines.